# عبدالله مجرشی
عبدالله مجرشی (انگلیسی: Abdullah Majrashi؛ زادهٔ ۲۱ اوت ۱۹۹۰) یک ورزشکار اهل عربستان سعودی است.
از باشگاه‌هایی که در آن بازی کرده‌است می‌توان به باشگاه فوتبال الاتحاد اشاره کرد.